# Johann Jakob von Metzen
Johann Jakob Ritter und Edler von Metzen (* 8. Juli 1851 in Koblenz; † 5. April 1915 in Leipzig) war ein deutscher Reichsgerichtsrat.

## Leben
Johann Jakob von Metzen studierte an den Universitäten Bonn, Berlin und Heidelberg Rechts- und Kameralwissenschaften. 1870 wurde er Mitglied des Corps Rhenania Bonn. Er wurde zum Dr. jur. promoviert. 1873 vereidigt, war er ab 1874 Referendar in Koblenz und ab 1878 Assessor in Colmar. 1878 wurde von Metzen Friedensrichter in Lützelstein bei Zabern. 1879 erfolgte seine Ernennung zum Amtsrichter in Schlettstadt und 1887 zum Landrichter in Saargemünd. Landgerichtsrat wurde er 1890. 1902 beförderte man ihn zum Oberlandesgerichtsrat in Colmar. 1905 wurde er Landgerichtsdirektor in Straßburg. 1906 wurde er von Straßburg zum Reichsgericht in den IV. Strafsenat berufen. Er verstarb im Amt.